# Iris grossheimii
Iris grossheimii là một loài thực vật có hoa trong họ Diên vĩ. Loài này được Woronow ex Grossh. miêu tả khoa học đầu tiên năm 1928.